# Lettera al Kremlino
Lettera al Kremlino (The Kremlin Letter) è un film del 1970 diretto da John Huston, tratto dall'omonimo romanzo di Noel Behn.

## Trama
Charles Evans Rawne, un ex-ufficiale della marina statunitense, entra a far parte della Fondazione Tillingerdi, un'organizzazione spionistica che lavora su commissione, alla quale viene affidato il compito di recuperare una lettera spedita dai servizi segreti americani al Cremlino. Nella missiva vi è scritto che gli americani sono disposti a stringere un patto con i russi per costringere la Cina al disarmo nucleare; è quindi di vitale importanza entrare in possesso della lettera, perché, se questa cadesse in mano ai cinesi, potrebbe provocare gravi complicazioni internazionali.
Fanno parte della missione un maturo agente, un avventuriero che traffica con la droga e sfrutta la prostituzione, una ragazza abilissima ma alla sua prima esperienza all'estero, ed infine, Ward, uno dei capi della Tillinger.  Trasferitisi a Mosca, il gruppo si installa nell'appartamento di Potkin, un agente sovietico di stanza e a New York, a cui l'organizzazione ha sequestrato l'abitazione, ricattandolo con la minaccia di uccidere la moglie e le figlie.
Potkin però, al soldo dello spietato colonnello Kosnov, tradisce subito il gruppo, ma questo è solo l'inizio di una complicata serie di intrighi su scala internazionale.